# TV Spielfilm

Logo der Webseite

TV Spielfilm (in der Schreibweise des Verlags TV SPIELFILM) ist eine Programmzeitschrift mit 14-täglicher Erscheinungsweise, die seit 1990 regelmäßig erscheint. Schwerpunkt ist die Darstellung von Spielfilmen im Programm. Erstverkaufstag war der 22. August 1990.
Bis 2005 war die Verlagsgruppe Milchstraße der Herausgeber der Zeitschrift, bis diese vom Verlag Hubert Burda Media übernommen wurde. Die verkaufte Auflage beträgt 468.633 Exemplare, ein Minus von 82,8 Prozent seit 1998.

## Entwicklung
Der Einzelverkaufspreis betrug zu Beginn 3,80 Mark, die erste Druckauflage betrug 200.000 Exemplare. Zunächst erschien das Heft monatlich, die Auflage wurde von Beginn an fast ausverkauft, bis der Verlag die Druckauflage auf 350.000 erhöhte.
Fünf Monate später, vom Erfolg der Zeitschrift überrascht, stellte der Verlag die Erscheinungsweise auf 14-täglich um und startete diese am 1. Februar 1991 mit einer Auflage von 1,2 Millionen Exemplaren, anfangs zu einem „Schnupperpreis“ von 90 Pfennig. Der reguläre Preis betrug danach 2,50 Mark pro Heft.
Ende des Jahres 2007 wurde der Preis von 1,45 auf 1,50 Euro erhöht.
Mit der Heftnummer 19/1991 wurde erstmals mit 1,015 Mio. verkauften Exemplaren die Grenze von einer Million zum regulären Verkaufspreis überschritten. Damit war die TV Spielfilm in diesem Zeitschriftensegment die erste geglückte Neueinführung seit 1983 (Auf einen Blick, die zwei, Bildwoche).
Die Heftauflage stieg bis 1996 nahezu kontinuierlich, die höchste verkaufte Auflage betrug laut IVW-Auflagenliste im 2. Quartal 2,763 Mio. Exemplare. Seit 1998 ist ein zunächst langsamer, aber stetiger Rückgang zu verzeichnen, 2007 wurden im Schnitt ca. 1,5 Mio. Hefte verkauft. 2008 hielten sich die Verkaufszahlen auf durchschnittlich 1,46 Mio., die Zahl der Abonnenten lag bei knapp 630.000 (2007: 640.000).
Seit der Auflösung der Hamburger Redaktion zum 1. Oktober 2019 werden die redaktionellen Inhalte von TV Spielfilm, TV Today und TV Schlau von der Funke Mediengruppe produziert, deren Programmzeitschriften-Redaktion ebenfalls ihren Sitz in Hamburg hat.

## Zielgruppe
Die anvisierte Zielgruppe war zu Beginn eine junge Leserschaft mit „leicht männlichem Schwerpunkt“, zu Zeiten der monatlichen Erscheinungsweise war das Blatt als „Zweitblatt zum Programm“ konzipiert, da es zu dieser Zeit noch keinen vollständigen Programmteil enthielt. Die Zeitschrift wurde vor allem von Lesern gekauft, die mit den etablierten Zeitschriften wie Hörzu oder TV Hören und Sehen wenig anfangen konnten. Mit Umstellung auf 14-tägliche Erscheinungsweise versuchte man dann, eine neue Zeitschriftengattung zu etablieren, was schließlich auch gelang.

## Reaktionen des Marktes
Da das Konzept der Blattmacher aufging („Sprengmeister der etablierten Ordnung“) und der Erfolg nicht mehr zu übersehen war, reagierte der Bauer-Verlag und brachte mit TV Movie im Dezember 1991 einen eigenen Spielfilmtitel auf den Markt, der das Konzept der TV Spielfilm kopierte und damit einen Plagiatsvorwurf auslöste.
Die bei TV Spielfilm erstmals vorgenommene Bewertung von Spielfilmen durch Symbole („Hoch-“, „Quer-“ und „Tiefdaumen“) wurde im Laufe der Zeit von so gut wie allen Programmzeitschriften in abgewandelter Form (Sterne, Punkte) übernommen, selbst in Gratis-Supplements erscheinen inzwischen teilweise Bewertungen. Ebenso wurde die Zeitschiene, bei der zeitgleiche Programmteile nahezu in einer waagrechten Linie abgetragen sind, zum Vorbild für etablierte Zeitschriften sowie für Zeitschriften, die später erschienen. Die 14-tägliche Erscheinungsweise wurde Vorbild für spätere Zeitschriften wie z. B. tv14, die im Jahr 2007 die meistverkaufte Programmzeitschrift am Markt war.

## Wissenswertes
Die Prominenten auf der Titelseite sind fast immer weiblich. Das liegt daran, dass sich Ausgaben, die männliche Schauspieler auf dem Cover hatten, schlechter verkauft haben. Die Lizenzen für die Fotos der weiblichen Prominenten auf der Titelseite sollen bis zu 20.000 US-Dollar kosten.

## Online

### Website
TV Spielfilm betreibt ein umfangreiches werbefinanziertes Internetportal „tvspielfilm.de“ mit Infos zu vielen Fernseh- und Kinofilmen und einem vollständigen Fernsehprogramm selbst für exotische Pay-TV-Programme und niederländische Fernsehsender. Auch die Tagestipps findet der Nutzer hier.
Nach einer kostenlosen Registrierung kann der Nutzer dieses Angebot anpassen, indem er seine eigenen Lieblingssender auswählt und in Fünfergruppen einteilt. Für die Sender einer Gruppe lässt sich dann das lineare Tagesprogramm nebeneinander anzeigen. Bei der Suche, die auch nach Sendungsformaten und Spielfilmgenres suchen kann, können registrierte Nutzer die durchsuchten Sender auch auf ihre Lieblingssender beschränken. Registrierte Nutzer können sich Sendungen vormerken und einige Stunden vor der Ausstrahlung per E-Mail benachrichtigen lassen. Der Nutzer wird ebenfalls benachrichtigt, wenn ein von ihm im Filmarchiv vorgemerkter Film in fünf Tagen im Fernsehen kommt, wobei allerdings nur eine Einschränkung auf Free- oder Pay-TV möglich ist.

### Apps
TV Spielfilm bietet Mobile Apps für Android, iOS und Windows Phone an, die neben dem kompletten TV-Programm auch die Tagestipps in verschiedenen Kategorien umfassen. Die Anwendungen besitzen eine Benachrichtigungsfunktion für TV-Sendungen und eine anpassbare Senderliste. Da die Einstellungen ans Handy gebunden sind, ist keine Registrierung vorhanden. Auf dem iPad gibt es verschiedene Ansichten für das Programm, während auf den anderen Geräten immer alle Sendungen nach Uhrzeit und ggf. nach Position des Senders in der persönlichen Senderliste sortiert sind. Die kostenlosen Apps sind werbefinanziert.

## Preise
TV Spielfilm vergibt seit 1992 die Edgar Awards für die beliebtesten Werbespots und Anzeigen und seit 1995 den Kinderfernsehpreis Emil. Zudem verleiht die Redaktion seit 1997 jährlich den TV Spielfilm-Preis im Rahmen der Cologne Conference.
2008 wurde über die eigene Filmcommunity www.filmfans.tv zum ersten und einzigen Mal der „Rookie Award“ für den besten Nachwuchsfilmer verliehen.

## TV Spielfilm XXL
TV Spielfilm XXL ist eine erweiterte Version der Programmzeitschrift, die gleichzeitig mit der Standardversion erscheint, aber mehr Programme umfasst. Neben dem herkömmlichen Free-TV wird auch das Programm der digitalen Programmbouquets von Sky, Vodafone Kabel Deutschland, Unitymedia, KabelKiosk, T-Home, Arcor und Alice veröffentlicht. Insgesamt sind über 100 Programme gelistet. Für die Free-TV-Sender sind allerdings weniger Spielfilmbewertungen enthalten, als in der normalen TV Spielfilm.